# Коретта Скотт Кінг

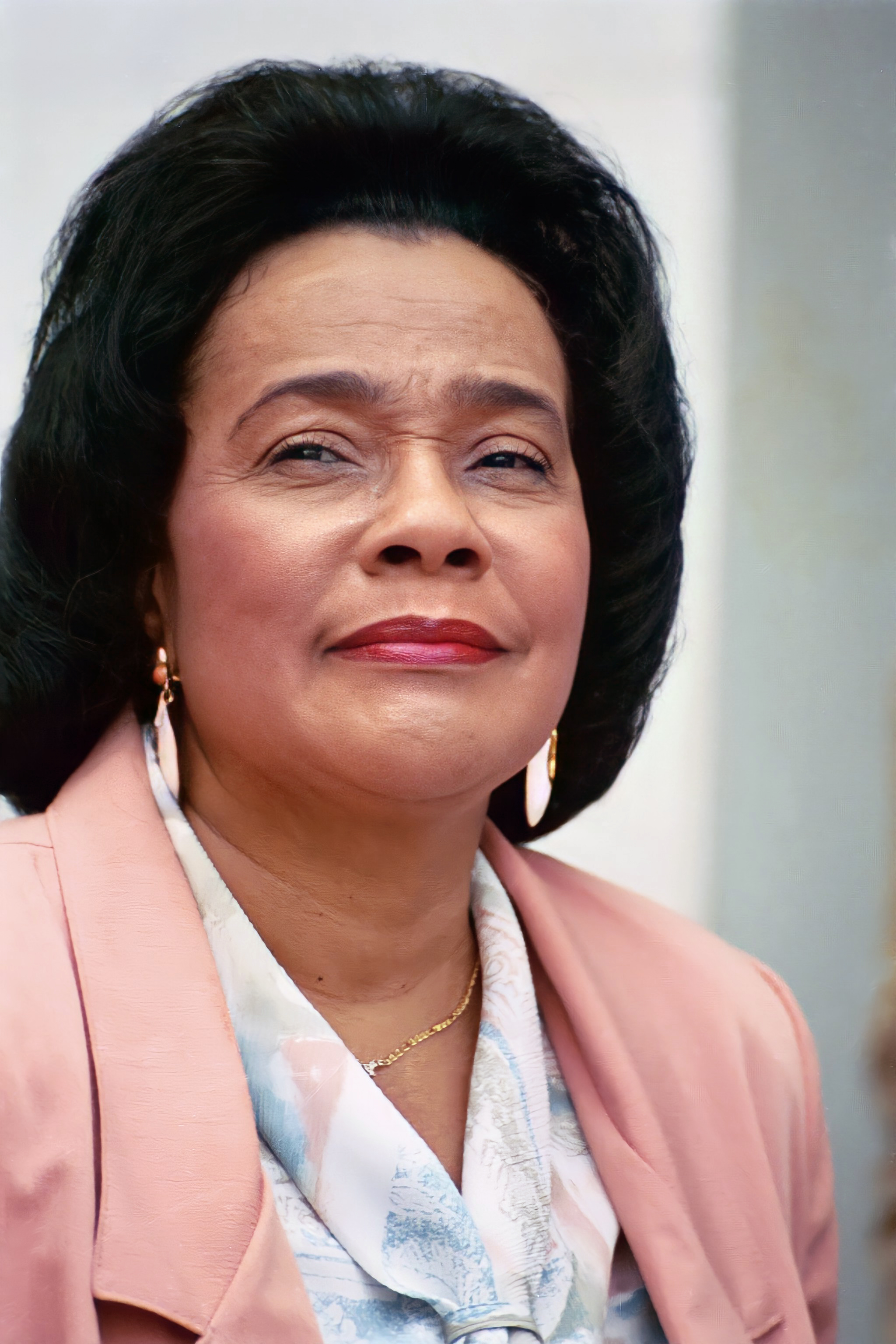
Коретта Скотт Кінг у 1993 році

Коретта Скотт Кінг (27 квітня 1927, Меріон, Алабама — 30 січня 2006, Атланта) — американська активістка руху за громадянські права та права жінок, письменниця, політична діячка.

## Біографія
У 1968 році, після трагічної смерті чоловіка, Мартіна Лютера Кінга, продовжила його справу, відстоюючи права афроамериканців і жінок не тільки в США, але й у всьому світі. Коретта Скотт Кінг була першою жінкою, яка мала честь виголошувати промову у лондонському Соборі святого Павла.
Завдяки їй День Мартіна Лютера Кінга був визнаний державним святом у США, ба більше, за її ініціативи засновано Центр Мартіна Лютера Кінга в Атланті як пам'ять про боротьбу темношкірих людей за рівність.
9 червня 1970 року Коретті Скотт присвоїли ступінь почесної докторки Принстонського університету.
В шлюбі з Кінгом народила чотирьох дітей: Йоланду Деніз (17 листопада 1955, Монтгомері, Алабама —  15 травня 2007), Мартіна Лютера III (23 жовтня 1957, Монтгомері, Алабама), Декстера Скотта (30 січня 1961, Атланта, Джорджія) та Берніс Альбертіну (28 березня 1963 року в Атланті, Джорджія).
Коретта Скотт Кінг померла від раку 30 січня 2006 року.